# Oneida megye (Wisconsin)
Oneida megye az Amerikai Egyesült Államokban, azon belül Wisconsin államban található. Megyeszékhelye és legnagyobb városa Rhinelander. Lakosainak száma 37 845 fő (2020. április 1.). Oneida megye Vilas, Forest, Langlade, Lincoln és Price megyékkel határos.

## Népesség
A megye népességének változása:
| Lakosok száma | 35 939 | 35 823 | 35 715 | 35 689 | 35 567 | 37 845 |
|               | 2010   | 2011   | 2012   | 2013   | 2015   | 2020   |